# Andrena subopercula
Andrena subopercula là một loài Hymenoptera trong họ Andrenidae. Loài này được Wu mô tả khoa học năm 1982.